# Bucchigiri?!
Bucchigiri?! ist eine Anime-Serie aus dem Jahr 2024, die bei Studio MAPPA entstand. Die Idee stammt von Taku Kishimoto und Hiroko Utsumi. 

## Handlung
Mit seiner Mutter kehrt Arajin Tomoshibi (灯 荒仁) in die Stadt zurück, in der er als Kind aufgewachsen ist. An der Oberschule trifft er Matakara Asamine (浅観音 真宝) wieder, mit dem er früher eng befreundet war. Sie hatten sich geschworen, Honkibito zu werden – starke und aufrichtige Kämpfer – und Matakara bewundert seinen alten Freund noch immer. Arajin interessiert sich aber mehr dafür, eine Freundin zu finden und seine Unschuld zu verlieren, als sich mit anderen Jungen zu prügeln. Doch seine Schule und das Viertel sind berüchtigt für ihre Gangs. Matakara ist Teil der Minatokai und will auch Arajin dort aufnehmen. Sie sind verfeindet mit der Siguma-Gruppe. Und dann gibt es noch die NG Boys, die von einem Aussteiger der Siguma gegründet wurden. Von einigen der NG Boys wird Arajin verfolgt und in einen Schrein getrieben. Er schießt mit einer alten Pistole, die er dort findet, trifft aber sich selbst. Durch die Kugel ergreift ein Dschinn von ihm Besitz: Senya. Er kann ihm übermenschliche Kräfte verleihen, wenn sie beide verschmelzen. Senya ist versessen auf Kämpfe und treibt Arajin an, sich an den Bandenkämpfen zu beteiligen. Der hat in der süßen Mitschülerin Mahoro Jin ein Ziel seiner Suche nach einer Freundin gefunden. Sie stellt sich aber als kleine Schwester des Siguma-Anführers Marito Jin heraus und liefert Arajin an ihn aus. Mit Senyas Kraft kann Arajin den Bandenchef schlagen, aber nicht besiegen.
Marito ist begeistert von Arajins Kraft und will ihn in seiner Bande aufnehmen, während Matakara für die Minatokai ebenfalls um Arajin wirbt. Der will von der alten Freundschaft eigentlich nichts mehr wissen. Während Matakaras Kumpels Arajin für einen Schwächling halten, wird auch der Bandenchef Kenichirō Dōman von seiner durch Senya verliehenen Kraft beeindruckt. Doch Arajin ist, trotz deren miesen Charakters, weiter hinter Mahoro her. Die ist lediglich in ihren Bruder vernarrt und interessiert sich für niemanden sonst. Um ihr näher zu kommen, tritt Arajin der Siguma bei und enttäuscht damit Matakara. Doch auch bei der Siguma kommt er Mahoro nicht näher. Stattdessen wird er in einen Bandenkrieg hineingezogen. Arajin muss sich damit auseinandersetzen, wie er Matakara als kleines Kind im Stich gelassen hat und dass dieser bald von der Ursache seiner Kraft erfährt. Beide geraten in einen Kampf zwischen mehreren Dschinns.

## Produktion und Veröffentlichung
Die Serie entstand nach einem Konzept von Taku Kishimoto und Hiroko Utsumi bei Studio MAPPA. Regie führte Utsumi und Kishimoto schrieb die Drehbücher. Das Charakterdesign wurde von Takahiro Kagami und von Chamakou für den Abspann adaptiert. Die künstlerische Leitung lag bei Kurumi Suzuki. Die Tonarbeiten leitete Hiromi Kikuta und für die Kameraführung war Shinnosuke Kato verantwortlich.
Der Anime wurde erstmals im Mai 2023 angekündigt. Die 13 Folgen mit je 23 Minuten Laufzeit wurden vom 13. Januar bis zum 6. April 2024 von TV Tokyo in Japan gezeigt. Parallel dazu erfolgte die Veröffentlichung per Streaming auf der Plattform Crunchyroll mit Untertiteln in diversen Sprachen, darunter auch Deutsch und Englisch. Vom 3. Februar bis 27. April 2024 folgte eine Veröffentlichung mit deutschem Ton.

### Synchronisation
Die deutsche Synchronfassung entstand bei Rescue Film unter der Regie von Cindy Kepke und Kathrin Stoll. Die Dialogbücher schrieben Cindy Kepke, Len Thönelt, Lorenz Hertkorn und Ness Gerung.
| Rolle            | japanische Stimme (Seiyū) | deutsche Stimme    |
| ---------------- | ------------------------- | ------------------ |
| Arajin Tomoshibi | Genki Okawa               | Nicolai Mondschein |
| Matakara Asamine | Yūsuke Hoshino            | Malte Wetzel       |
| Senya            | Masafumi Kobatake         | Christopher Kussin |
| Mahoro Jin       | Anna Nagase               | Lara Schmidt       |
| Marito Jin       | Nozomu Sasaki             | Tobias Diakow      |
| Kenichirō Dōman  | Jirō Saitō                | Achim Buch         |
| Shindo Akutarō   | Chihiro Suzuki            | Arne Hörmann       |

### Musik
Die Musik der Serie wurde komponiert von Michiru Ōshima. Das Vorspannlied ist Sesame von Kroi und für den Abspann verwendete man das Lied Love Je t`aime von Mahiru Coda.